# Xanthorhoe munitaria
Xanthorhoe munitaria är en fjärilsart som beskrevs av Jean Baptiste Boisduval 1840. Xanthorhoe munitaria ingår i släktet Xanthorhoe och familjen mätare. Inga underarter finns listade i Catalogue of Life.